# Нанофільтрація

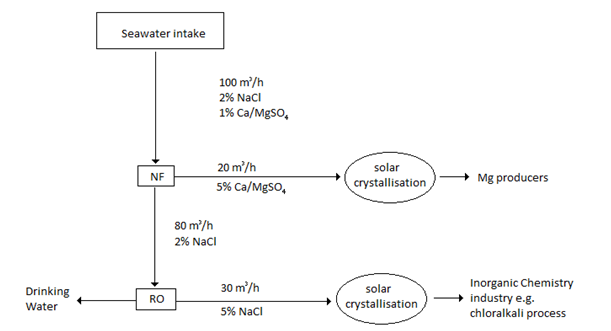
Структурна схема процесу Нанофільтрації

Нанофільтрація — це процес мембранної фільтрації, який використовує пори нанометрового розміру, через які частинки розміром менше приблизно 1–10 нанометрів проходять через мембрану. Нанофільтраційні мембрани мають розміри пор приблизно 1–10 нанометрів, менші, ніж ті, що використовуються для мікрофільтрації та ультрафільтрації, але трохи більші, ніж у зворотного осмосу. Мембрани, які використовуються переважно, є полімерними тонкими плівками. Нанофільтрація використовується для пом’якшення, дезінфекції та видалення домішок з води, а також для очищення або відділення хімічних речовин, таких як фармацевтичні препарати.

## Інтернет-ресурси
- Project ETAP-ERN, that uses renewable energies for desalinization. (ісп.)
- Nano based methods to improve water quality - Hawk's Perch Technical Writing, LLC